# Norbert Nozy
Norbert H. J. Nozy (Halen, 9 september 1952) is een hedendaags Belgisch dirigent, muziekpedagoog en saxofonist.

## Levensloop
Via zijn vader kwam Nozy in de harmonie de Koorgalmen in Halen terecht en dit was meteen de aanloop naar lange en uitgebreide muziekstudies. Hij studeerde aan het Koninklijk Conservatorium te Brussel en aan het Lemmensinstituut te Leuven. Hij behaalde er eerste prijzen in notenleer, transpositie, percussie, kamermuziek, harmonie, contrapunt en het hoger diploma saxofoon.
Hij studeerde orkestdirectie bij André Vandernoot, Yvon Ducène, Léonce Gras en Jean-Sébastien Béreau van het Conservatorium van Parijs. Bij Victor Legley studeerde hij fuga.
Ondertussen ontpopte hij zich als een buitengewoon saxofonist. In 1970 werd hij dirigent van de Koorgalmen. Hij was in 1970 laureaat Pro civitate, in 1973 van het Internationale Gaudeamus Concours voor hedendaagse muziek te Rotterdam en in 1975 van het Stravinsky Seminarie voor jonge dirigenten, georganiseerd door de Nationale Opera.
Hij was lid van het Saxofoonkwartet en van het Belgisch Saxofoonensemble van 1972 tot 1975 en vertegenwoordigde België op verschillende internationale saxofooncongressen en symposia onder meer te Bordeaux, Londen, Chicago, Washington, Luxemburg, Maastricht, Gent en Brussel.
Voor het academiejaar 1973 tot 1974 werd hij uitgenodigd als Visiting Lecturer and Teacher aan de University of North Texas College of Music in de Verenigde Staten van Amerika.
In 1975 werd hij aangenomen als saxofonist bij het Groot Harmonieorkest van de Belgische Gidsen. Na schitterend geslaagd te zijn voor de proeven van kapelmeester nam hij de leiding van de Muziekkapel van het Eerste Belgische Korps in Keulen. Vanaf 1 februari 1985 stond hij aan het hoofd van het Groot Harmonieorkest van de Belgische Gidsen en bekleedde deze functie tot 2003.
Van 1983 tot 1985 was hij actief als dirigent van het Harmonieorkest "St. Michaël", Thorn te Thorn. Vanaf 27 juni 2004 tot 2017 was hij dirigent van de Koninklijke Harmonie van Thorn. Hij is ook chef-dirigent van de Koninklijke Militaire Kapel "Johan Willem Friso" te Assen.
Hij is ook docent aan het Conservatorium Maastricht, aan het Lemmensinstituut te Leuven en aan de muzikale seminaries Les Rièzes et les Sarts  te Cul des Sarts. Eveneens is hij docent saxofoon en HaFa-directie aan het Koninklijk Conservatorium te Brussel, waar hij ook het harmonieorkest van het conservatorium dirigeert. Hij geeft meestercursussen in het binnen- en buitenland.
Hij is een veelgevraagd jurylid op internationale concoursen en podia zoals het Wereldmuziekconcours (WMC) te Kerkrade, het Tenuto-concours te Brussel en het Saxophone-festival in Dinant.
Zaterdag 15 juli 2017 ontving de heer Nozy uit handen van burgemeester Stef Strous van de gemeente Maasgouw(NL) een Koninklijke Onderscheiding. Hij werd benoemd tot Ridder in de Orde van Oranje-Nassau. De onderscheiding werd na afloop van zijn afscheidsconcert als chef-dirigent van de Koninklijke Harmonie Thorn uitgereikt. Van 2004 tot 2017 was Nobert Nozy chef-dirigent, artistiek eindverantwoordelijke en muzikaal leider van de Koninklijke Harmonie van Thorn. Norbert Nozy heeft de Belgische nationaliteit. Het komt niet vaak voor dat deze hoge onderscheiding wordt uitgereikt aan een buitenlander. Nozy heeft in de loop der jaren een belangrijke bijdrage geleverd aan de opbouw, instandhouding en het niveau van de blaasmuziek- cultuur in Nederland, België en ook in Europa. Hij is een veelgevraagd jurylid bij provinciale wedstrijden, nationale en internationale concoursen zoals het WMC in Kerkrade en het Certamen Internacional de Bandas de Musica Ciudad de Valencia.

## Privé
Nozy is de partner van MR-politica Marie-Christine Marghem.
- Bibliothèque nationale de France: cb14015681m (data)
- International Standard Name Identifier: 0000 0004 4708 4563
- Library of Congress Control Number: n88605722
- MusicBrainz: 91397d85-e96f-499e-adf4-2b9d468727a0
- Virtual International Authority File: 39574774
- WorldCat: E39PBJhMgvrTmH7Tc94Vtk4Xh3